# Titti turista tuttofare
Titti turista tuttofare (Tweety's High-Flying Adventure) è un film d'animazione direct-to-video del 2000 diretto da James T. Walker, Karl Toerge e Charles Visser. Liberamente ispirato al romanzo di Jules Verne Il giro del mondo in 80 giorni (1873), è il primo lungometraggio con protagonista Titti e vi appaiono (soprattutto in cammei) numerosi personaggi delle serie Looney Tunes e Merrie Melodies. Il film fu prodotto dalla Warner Bros. Animation dopo la cancellazione della serie I misteri di Silvestro e Titti (di cui riprende buona parte del team creativo principale), mentre l'animazione fu realizzata dalla sudcoreana Koko Enterprises. Fu distribuito negli Stati Uniti in VHS il 12 settembre 2000, ed è stato trasmesso in televisione anche col titolo Giro del mondo con Titti e distribuito in DVD-Video come Tweety turista tuttofare.

## Trama
Quando il colonnello Rimfire, al Looney Club di Londra, annuncia la sua convinzione che i gatti siano gli animali più intelligenti (dopo che i suoi numerosi piani sono stati sventati da Cool Cat), la Nonna, sperando di raccogliere fondi per un vicino parco, scommette che il suo Titti può volare attorno al mondo in 80 giorni, raccogliendo le impronte di 80 gatti. Silvestro, che spera ancora di fare di Titti il suo spuntino personale, è infuriato al pensiero che qualche altro gatto catturi l'uccellino per primo e giura di seguire Titti in giro per il mondo e catturare lui stesso il canarino.
Titti fa rotta verso Parigi, ma viene spinto da un forte vento verso le Alpi svizzere, dove rimane intrappolato e viene salvato da Bugs Bunny. Ritornato a Parigi, supera in astuzia Penelope Pussycat e fa sì che Pepé Le Pew scambi Silvestro per una puzzola femmina. Titti arriva a Venezia, ma diventa sovrappeso dopo aver mangiato troppo mangime. Su una gondola affronta molti gatti, ma li sopraffà e torna normale. In Egitto, mentre tenta di dormire, viene inseguito in una tomba da Silvestro e molti altri gatti, ma fugge. Nella giungla africana, supera in astuzia Pete Puma e Leo il leone con l'aiuto del Minah Bird. Nell'Himalaya cinese fa amicizia con una femmina di canarino di nome Aoogah (il nome deriva dalla sua capacità di imitare un clacson) dopo averla salvata da un sacrificio con l'aiuto di Hugo l'abominevole uomo delle nevi. I due vengono portati da più venti in Messico, Brasile, Argentina e Giappone e alla fine arrivano su una nave per gli Stati Uniti. Silvestro li raggiunge, ma Hubie e Bertie lo fanno cadere in acqua. Titti e Aoogah riescono a salvarlo, ma finiscono su una spiaggia in Australia. Silvestro incontra il Diavolo della Tasmania e i due inseguono i canarini su una bicicletta, ma finiscono nell'oceano. Titti e Aoogah vanno in windsurf a San Francisco. Silvestro dirotta un tram per inseguirli, ma finisce ad Alcatraz. I due canarini arrivano sani e salvi su un treno per Las Vegas, dove scappano da altri gatti. Successivamente, attraversano altre città degli Stati Uniti, finendo a New York dove ingannano Silvestro facendolo salire su un Concorde da solo. I due canarini vengono coinvolti in un uragano atlantico e vengono trascinati per breve tempo su un'isola, ma superano in astuzia altri gatti e scappano attraverso l'uragano.
Nella campagna inglese, Silvestro tenta di incastrare Titti facendo passare la sua licenza di volo per un passaporto rubato, ma il trucco gli si ritorce contro e viene invece arrestato lui. Titti e Aoogah credono di essere in ritardo di un giorno, finché non scoprono che non è così dato che hanno oltrepassato la linea internazionale del cambio di data. Sono in grado di tornare a Londra, scoprendo però che sono riusciti a ottenere solo 79 impronte. Titti poi si rende conto di aver dimenticato Silvestro, quindi vola nel cellulare che lo sta portando via ed è in grado di ottenere la sua impronta, salvando così il parco. Titti viene felicemente nominato baronetto dalla regina e Silvestro finisce in carcere.

## Personaggi e doppiatori
| Personaggio        | Doppiatore originale   | Doppiatore italiano |
| ------------------ | ---------------------- | ------------------- |
| Titti              | Joe Alaskey            | Ilaria Latini       |
| Gatto Silvestro    | Joe Alaskey            | Roberto Pedicini    |
| Bugs Bunny         | Joe Alaskey            | Massimo Giuliani    |
| Daffy Duck         | Joe Alaskey            | Marco Mete          |
| Marvin il Marziano | Joe Alaskey            | Neri Marcorè        |
| Colonnello Rimfire | Joe Alaskey            | Gerolamo Alchieri   |
| Pepé Le Pew        | Joe Alaskey            | Gerolamo Alchieri   |
| Henery Hawk        | Joe Alaskey            | Monica Bertolotti   |
| Nonna              | June Foray             | Monica Bertolotti   |
| Aoogah             | T'Keyah Crystal Keymáh | Gilberta Crispino   |

## Colonna sonora
Il 5 settembre 2000 la Kid Rhino pubblicò l'album Tweety's High-Flying Adventure che include tutte le canzoni del film e altre ispirate ad esso scritte da Julie e Steven Bernstein.

### Tracce
1. Around the World in 80 Puddytats – 2:23 (Randy Rogel)
2. I'll Use My Wings – 2:58 (Steven Bernstein)
3. I'm Gonna Save the Day – 2:14 (Julie Bernstein, Steven Bernstein)
4. I Dream of Tweety – 1:39 (Julie Bernstein, Steven Bernstein)
5. Tweety Don't Stand a Chance – 2:28 (Randy Rogel)
6. All Those Cats – 2:28 (Julie Bernstein, Steven Bernstein)
7. When I Get Back Home to London – 2:35 (Julie Bernstein, Steven Bernstein)
8. We Believe in the Bird – 2:35 (Julie Bernstein, Steven Bernstein)
9. Kitty Bell – 2:00 (Julie Bernstein, Steven Bernstein)
10. I Wanna Be Good – 2:48 (Julie Bernstein, Steven Bernstein)
11. The Best Thing You Can Win – 1:49 (Randy Rogel)
12. Tweety's Adventure – 3:01 (J. Eric Schmidt)

Durata totale: 28:58

## Edizioni home video
Il film fu distribuito in VHS in America del Nord il 12 settembre 2000 e in Italia il 7 marzo 2001, mentre in DVD in America del Nord il 18 settembre 2007 e in Italia il 21 aprile 2010.

## Accoglienza
Recensendo il film per Variety, Joe Leydon lo definì «un'amabile sciocchezza direct-to-video che può divertire i baby boomer nostalgici anche più dei loro bambini piccoli», aggiungendo: «Per lunghi periodi il ritmo è troppo lento, e tre canzoni altamente monouso di Randy Rogel fermano lo spettacolo nel peggiore dei modi. Tuttavia, il film è un piacevole intrattenimento per famiglie, con una spruzzata di battute modestamente intelligenti e autoreferenziali».

## Altri media
Nel 2000 uscì un videogioco per Game Boy Color tratto dal film, anch'esso intitolato Tweety's High-Flying Adventure, sviluppato e pubblicato dalla Kemco.